# Ернст Георг Прітцель
Ернст Георг Прітцель (нім. Ernst Georg Pritzel або нім. Ernst Pritzel; 15 травня 1875 — 6 квітня 1946) — німецький ботанік, педагог та викладач.

## Біографія
Ернст Георг Прітцель народився 15 травня 1875 року.
Прітцель викладав ботаніку у Берліні. Він проводив дослідження у 1900–1902 роках у ПАР, у Західній Австралії (з 30 жовтня 1900 року до грудня 1901 року), на Яві та у Новій Зеландії, спільно з Людвігом Дільсом (1874–1945). Ернст Георг займався вивченням рослин родини Плаунові, родини Псилотові та родини Смолосім'яникові. Прітцель зробив значний внесок у ботаніку, описавши багато видів рослин.
Ернст Георг Прітцель помер 6 квітня 1946 року.

## Наукова діяльність
Ернст Георг Прітцель спеціалізувався на папоротеподібних та на насіннєвих рослин.

## Публікації
Спільно з Людвігом Дільсом він опублікував наступні роботи:
- Fragmenta Phytographiae Australiae Occidentalis (Bot. Jahrb. 35, 662 pp. 1905).
- Südwest-Australien (Fischer, Jena, 1933).
- Wälder in Nordost-Queensland (Fischer, Jena, 1934).

## Почесті
Рід рослин Pritzeliella Henn. був названий на його честь.
На його честь були також названі види рослин Podotheca pritzelii P.S.Short и Acacia pritzeliana C.A.Gardner